# Atascadero
Atascadero, fundada en 1979, es una ciudad ubicada en el condado de San Luis Obispo en el estado estadounidense de California. En el año 2000 tenía una población de 26,411 habitantes y una densidad poblacional de 381.1 personas por km².

## Geografía
Atascadero se encuentra ubicada en las coordenadas 35°29′N 120°40′O / 35.483, -120.667. Según la Oficina del Censo, la ciudad tiene un área total de 69,3 km² (26,8 mi²), de la cual 69,2 km² (26,7 mi²) es tierra y 0,1 km² (0 mi²) (0.15%) es agua.

## Demografía
Según la Oficina del Censo en 2000 los ingresos medios por hogar en la localidad eran de $48,725, y los ingresos medios por familia eran $55,009. Los hombres tenían unos ingresos medios de $41,692 frente a los $29,740 para las mujeres. La renta per cápita para la localidad era de $20,029. Alrededor del 9.0% de la población estaban por debajo del umbral de pobreza.